# Phyllachora smilacis
Phyllachora smilacis är en svampart som beskrevs av Gonz. Frag. ex Trotter 1926. Phyllachora smilacis ingår i släktet Phyllachora och familjen Phyllachoraceae.   Inga underarter finns listade i Catalogue of Life.